# Richard Cockburn Maclaurin
Richard Cockburn Maclaurin (Selkirkshire, 5 de junio de 1870-Cambridge, 15 de enero de 1920) fue un educador y físico matemático estadounidense nacido en Escocia.

## Biografía
Maclaurin nació en Escocia y estaba relacionado con el destacado matemático escocés Colin Maclaurin. Emigró a Nueva Zelanda con su familia a la edad de cuatro años. En 1904 se casó con Alice Young de Auckland y tuvieron dos hijos. Su hermano James Scott Maclaurin (1864-1939) fue un destacado químico que inventó un proceso para extraer oro con cianuro.
Fuee nombrado presidente del Instituto de Tecnología de Massachusetts en 1909 y ocupó el cargo hasta su muerte en 1920. Durante su mandato como presidente del MIT, el Instituto se trasladó al otro lado del río Charles desde Boston hasta su campus actual en Cambridge. En honor a Maclaurin, los edificios que rodean Killian Court en la parte más antigua del campus con frecuencia se les identifica como Edificios Maclaurin. Anteriormente, fue profesor fundador del Victoria College de la Universidad de Nueva Zelanda de 1899 a 1907. También fue profesor en la Universidad de Columbia de 1907 a 1908.
Ganó el Premio Smith de Matemáticas, 1896, el Premio Yorke de Derecho de la Universidad de Cambridge en 1898. También fue miembro electo de la American Philosophical Society en 1910 y de la Academia Estadounidense de las Artes y las Ciencias en 1911.